# 阿氏强蟹
阿氏强蟹（学名：Eucrate alcocki）为宽背蟹科强蟹属的动物。在中国大陆，分布于广东、福建等地，生活环境为海水，多栖息于50米左右的泥沙底。其生存的海拔上限为-50米。